# Szomjas pohók
A szomjas pohók (Euthrix potatoria) a szövőlepkefélék családjába tartozó, Eurázsiában honos éjjeli lepkefaj.

## Megjelenése
A szomjas pohók szárnyfesztávolsága a hímek esetében 4-5 cm; a nőstényeknél 5–7 cm. A hím teste vörösbarna, a toron lehet némi sárga szőrzet. Elülső szárnya kissé nyújtott, a hátulsó kerek. Szárnyai vörösbarnák, Az elülső szárnyon három keskeny, barna harántvonal húzódik: egy halvány a tőhöz közel; egy markáns majdnem a csúcstól a hátsó perem közepéig; valamint egy szaggatott, peremhez közeli. A szárnytőnél és középen élénkebb, a szegélytérben fakóbb szürkéssárga foltok és sávok lehetnek. Középen egy kerek fehér pont, alatta ovális gyűrű látható. A hátulsó szárny töve kissé sárgás, harántvonala egyenes, barnáslila. A sárgásbarna fonákon egy-egy barna harántsáv található. A rojt lilásbarna vagy sárgásbarna.
A nőstények jóval nagyobbak, potrohuk vaskosabb. A test és a szárnyak fakó, vagy élénkebb sárgák. A szárnyak nyújtottak. Az elülső szárny közepén egy nagyobb és egy kisebb barnán keretezett fehér folt található. A belső harántsáv halvány, a külső keskeny vagy kívülről keskenyebb, illetve szélesebb barna árnyék kíséri. A szélső sáv barna, éles vagy elmosódott. A hátulsó szárny hol rajztalan, hol a harántsáv és a szegély között barna vagy legalábbis barnás. A fonák egyenletes sárga, rajzolata alig látszik. A rojt sárga vagy barnássárga.
Változékonysága nem számottevő.
Petéi tojásdadok, fehéren-szürkén csíkozottak. 
Hernyója sötétszürke vagy szürkésbarna, hátán két vékony sárga csík között fekete foltpárok sorakoznak. A középtoron és a 8. potrohszelvényen egy-egy sűrűbb szőrkefe látható. Bábja vörösbarna. 

### Hasonló fajok
Magyarországon nem él másik, hasonló faj. 

## Elterjedése
Eurázsiában honos, a Brit-szigetektől Ázsia mérsékelt övi zónáján keresztül egészen Japánig. A Dél-Mediterráneumban és Észak-Skandináviában nem él. Magyarországon sokfelé előfordul, de nem túl gyakori.

## Életmódja
Lápok, mocsarak, nedves rétek, láperdők, nádasok lakója. A zárt erdőket, magasabb hegyvidéket kerüli. 
Évente egy nemzedéke nő fel, imágóit június végétől augusztus végéig lehet látni. Éjjel aktív, vonzódik a mesterséges fényforrásokhoz (főleg a hímek). A nőstény kisebb csoportokban fűszálakra, alacsonyabb bokrok ágaira rakja petéit. A hernyó sás, nád, gyékény vagy fűfélék leveleivel táplálkozik. Nedvességigényes, gyakran megfigyelhető, hogy a harmatcseppekből iszik. A hernyó áttelel, majd május-júniusban sárgás szövedékben fűcsomók, vagy nád között bebábozódik.  
Magyarországon nem védett. 

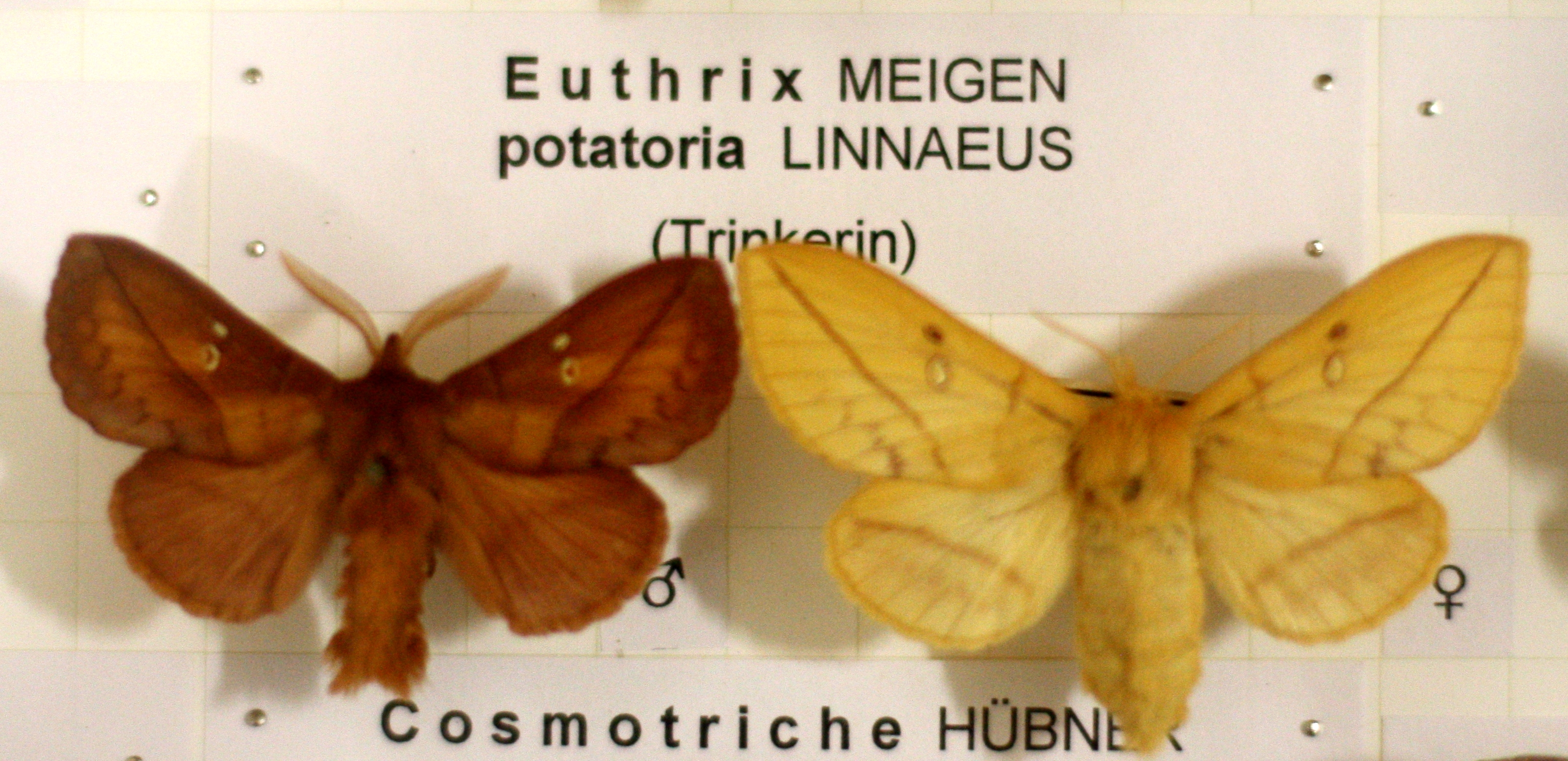
Hím és nőstény
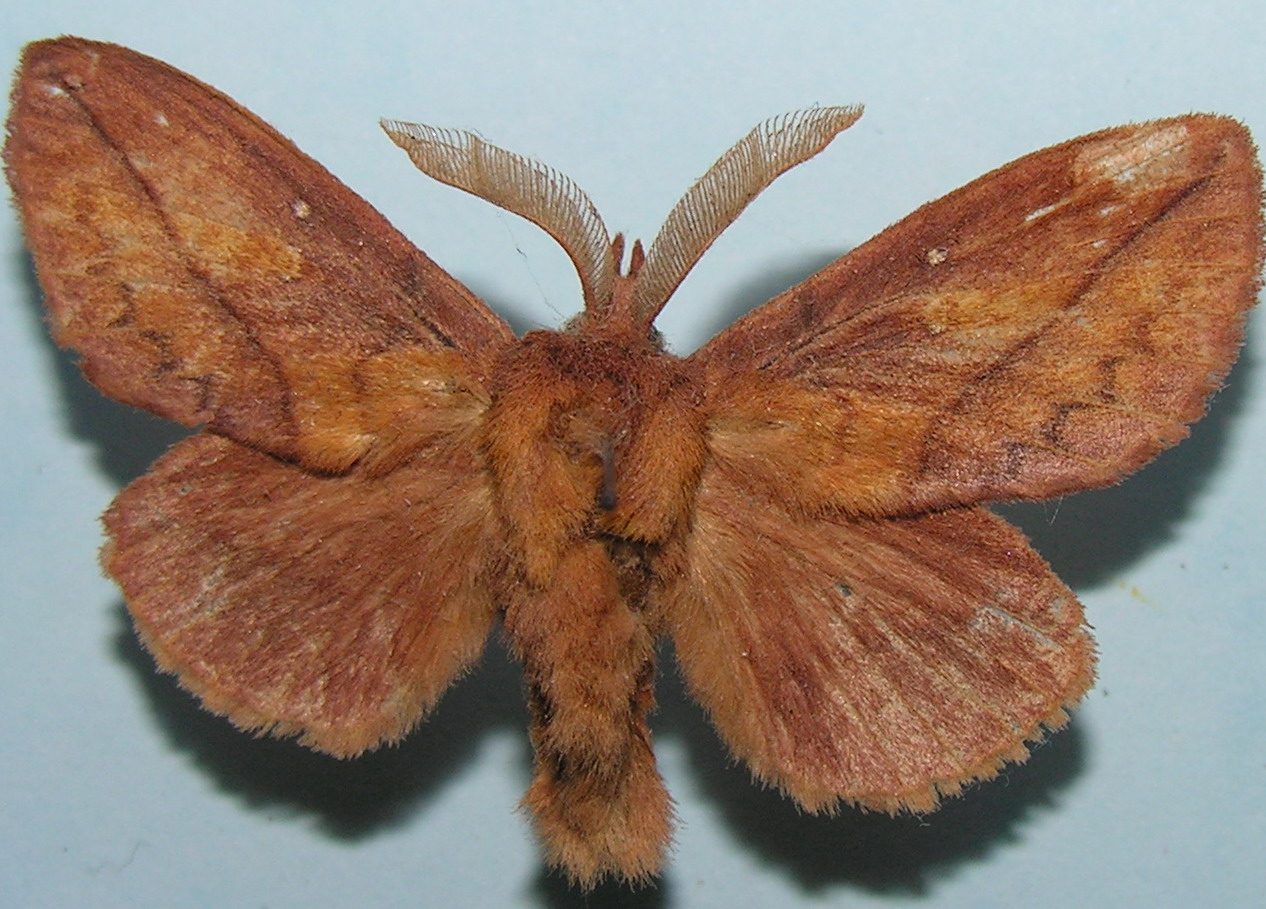
Hím
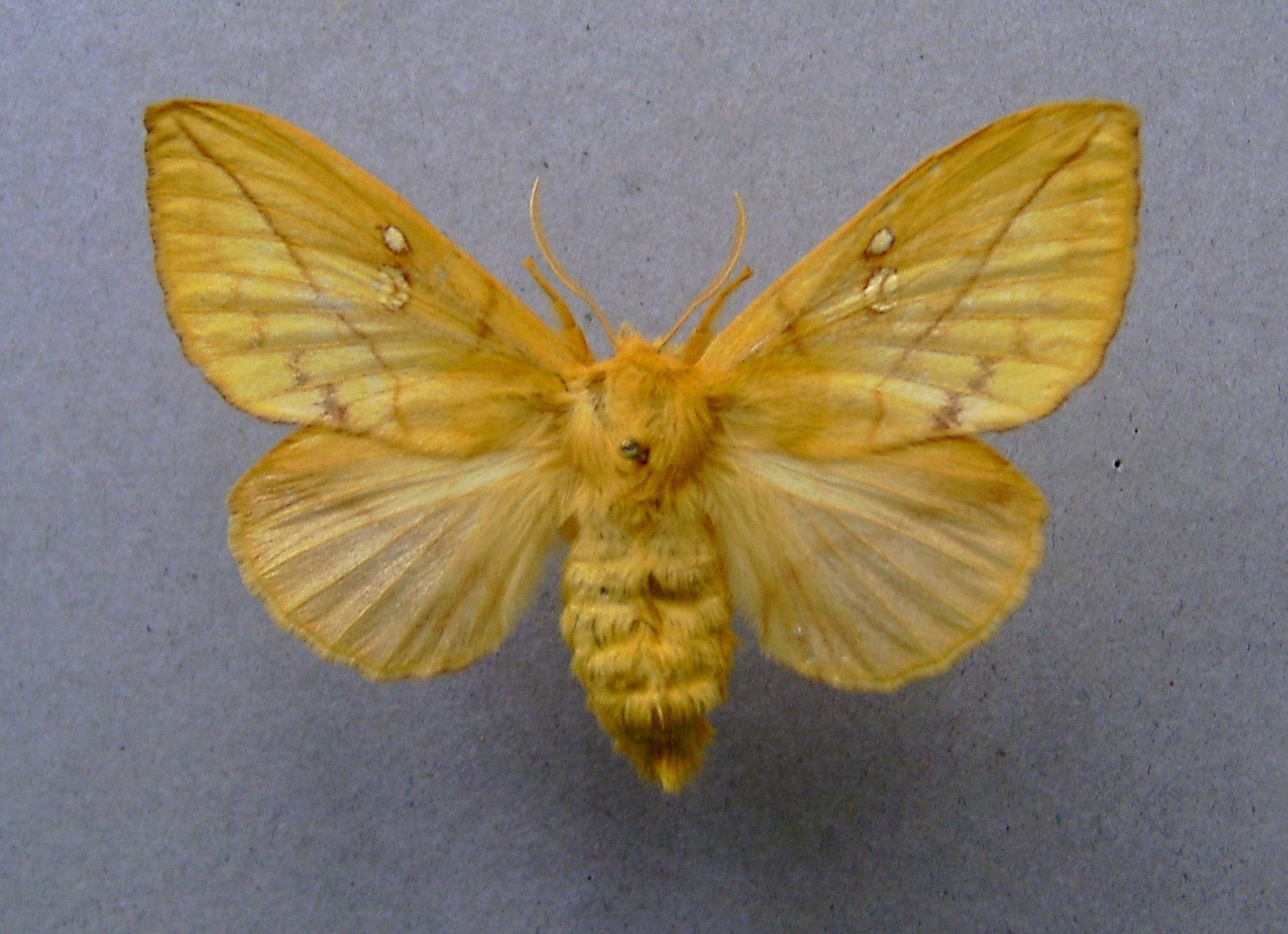
Nőstény
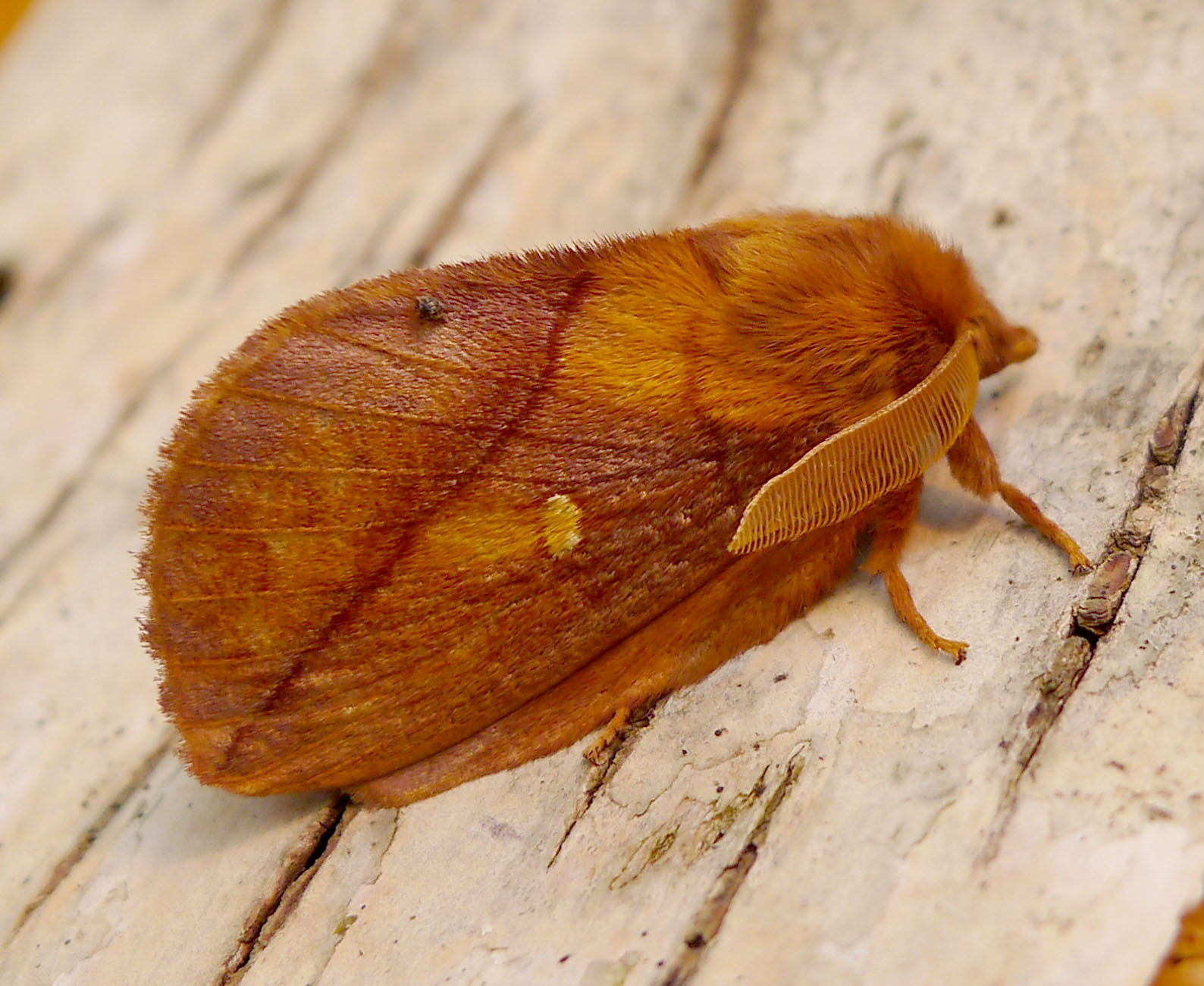
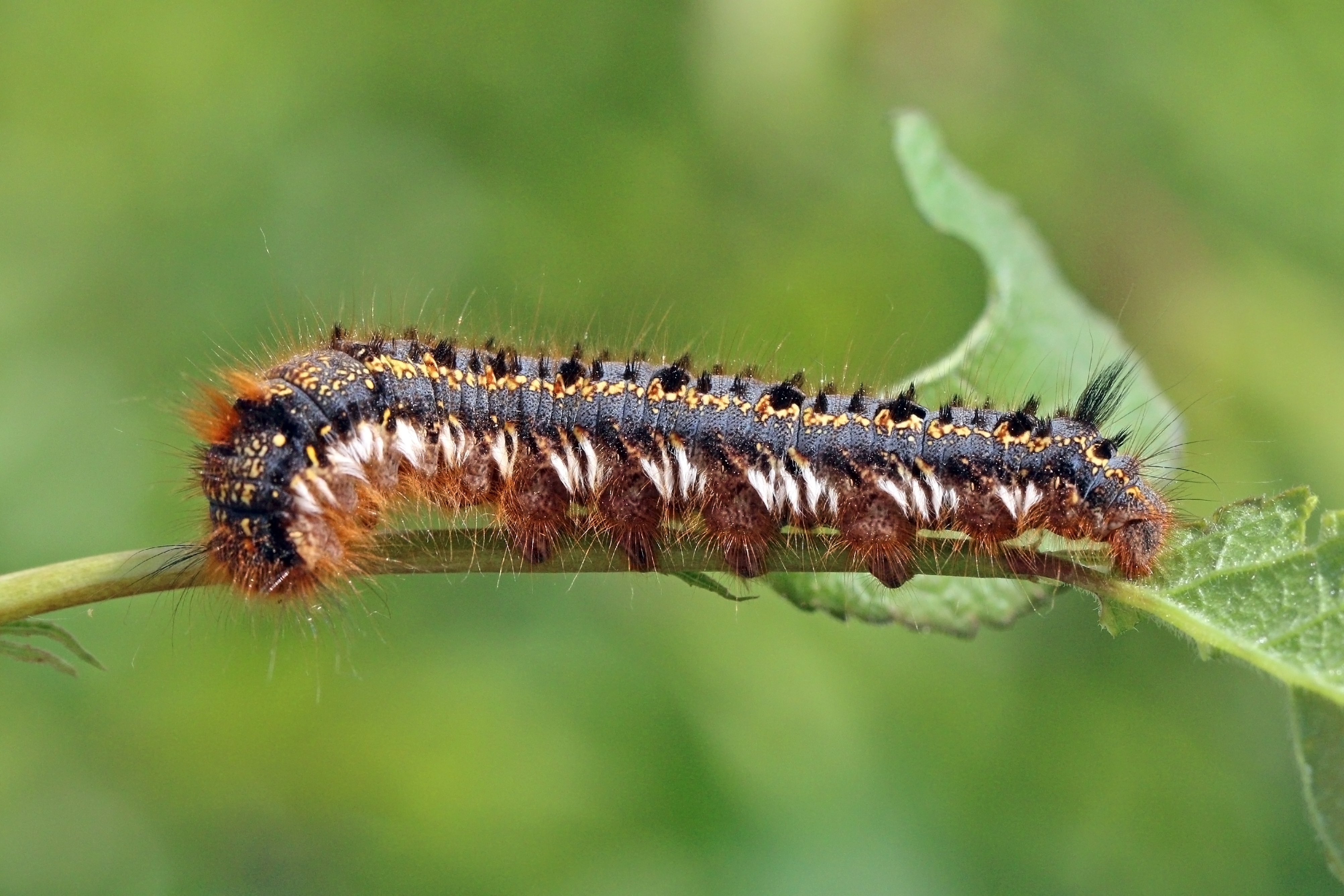
Hernyó